# Lucas Beltrán
Lucas Beltrán (Córdoba, 29 marzo 2001) è un calciatore argentino con passaporto italiano, attaccante della Fiorentina.
È soprannominato il "vichingo" per i capelli biondi.

## Biografia
Cresciuto in una famiglia di origine italiana - uno dei bisnonni era nato in Piemonte - muove i primi passi nel mondo del calcio nella natìa Cordoba, con la maglia dell'Instituto, fin dall'infanzia.

## Caratteristiche tecniche
Prima o seconda punta dotata di una buona velocità e una buona tecnica individuale, molto propenso al sacrificio e ai ripiegamenti difensivi si dimostra abile nell'andarsi a prendere il pallone e crearsi lo spazio per concludere a rete. Abile nel gioco associativo e nell'attaccare la profondità, è capace di dialogare con i compagni dimostrando anche buone doti da opportunista e una buona freddezza sotto porta. Vincenzo Italiano lo ha paragonato a Francesco Baiano, e lo ha spostato nel ruolo di trequartista, libero di spaziare su tutto il fronte offensivo, ruolo mantenuto anche con l'arrivo di Raffaele Palladino sulla panchina viola.

## Carriera

### Club

#### Gli inizi
Lucas Beltrán ha iniziato la sua carriera calcistica presso le giovanili dell'Instituto de Córdoba. Nel giugno del 2016, all'età di 15 anni, firma per il River Plate, per una cifra superiore a un milione di pesos (circa 80.000 dollari americani dell'epoca).

#### River Plate
Nella stagione 2018-2019, l'allenatore Marcelo Gallardo lo promuove prima squadra del River Plate con cui debutterà il 2 dicembre 2018 contro il Gimnasia y Esgrima La Plata. Segna il suo primo gol da professionista l'11 aprile 2021, nella gara di Copa de la Liga Profesional vinta 3-2 contro il Club Atlético Colón.
Il successivo 23 aprile fa inoltre il suo esordio in una competizione internazionale giocando nei minuti finali di Coppa Libertadores nel pareggio esterno contro la Fluminense.

#### Il prestito al Colón
Il 14 giugno 2021 viene ceduto in prestito per 18 mesi al Colón di Santa Fe. L'obiettivo era garantirgli maggiori opportunità di gioco: qui diventa titolare segnando 6 gol nelle 39 partite giocate con il club. Gioca anche nella Coppa Libertadores 2022 quando la squadra rossonera ha raggiunto gli ottavi di finale della competizione per la seconda volta nella propria storia.

#### Il ritorno al River Plate
Nel luglio del 2022, il River Plate decide di interrompere il prestito di Beltrán sei mesi prima del previsto, in virtù delle sue buone prestazioni al Colón. Torna diventando una delle principali opzioni nell'attacco del River. Nel mese di ottobre dello stesso anno, il club annuncia il rinnovo del contratto del giocatore fino a dicembre 2025, con una clausola rescissoria pari a 25 milioni di euro.
Nel luglio del 2023, Beltrán si è laureato campione nella Primera División, con Martín Demichelis come allenatore, e ha terminato la stagione come il miglior marcatore del club con undici gol. Viene inserito dalla Liga Profesional de Fútbol Argentino nella squadra ideale della stagione.

#### Fiorentina
Il 14 agosto 2023 viene acquistato dalla Fiorentina. Cinque giorni dopo esordisce con i viola, e contestualmente in Serie A, nella partita in casa del Genoa, vinta per 4-1, sostituendo all'82° M'Bala Nzola. Il 24 agosto, a Vienna, gioca la prima partita internazionale sotto l'egida dell'UEFA esordendo nel finale della gara d'andata del play-off di Conference League contro il Rapid. Il 26 ottobre segna le prime marcature in maglia viola, nonché prime reti in assoluto in una competizione europea, realizzando una doppietta nel netto successo per 6-0 sul Čukarički in UEFA Conference League. Il 3 dicembre 2023 segna anche la sua prima rete in Serie A, aprendo le marcature su calcio di rigore nel successo per 3-0 sulla Salernitana. Torna al gol, risultando decisivo per la vittoria, nelle gare vinte 1-0 rispettivamente contro Verona e Monza. Nel girone di ritorno va subito a segno nel pareggio casalingo contro l'Udinese, trovando la via del gol anche contro il Lecce. Il 18 gennaio 2024 gioca la sua prima Supercoppa Italiana e va a segno contro il Napoli, gol annullato successivamente per fuorigioco di Bonaventura. e l'Empoli. Decisiva una sua rete, nella vittoria esterna per 4-3, nell'andata degli ottavi di finale di Conference League contro il Maccabi Haifa. Segna dal dischetto, nella semifinale di ritorno di Conference League contro il Club Brugge, il gol che permette alla Fiorentina di approdare in finale.

### Nazionale

#### Nazionali giovanili
Nel 2019 è stato convocato dal tecnico delle giovanili Fernando Batista a far parte di uno stage della selezione Under-18 argentina: nell'occasione gioca titolare in una partita non ufficiale contro i pari età del Club Atlético Temperley.
Successivamente lo stesso Batista lo ha convocato un paio di volte con la Nazionale Under-20 di calcio dell'Argentina senza farlo però mai esordire. A marzo 2024 viene inserito nella lista della selezione Under-23 per le partite amichevoli che precedono l'Olimpiade di Parigi 2024: il 23 marzo fa il suo esordio nella vittoria contro il Messico (2-4) realizzando una doppietta.

#### Nazionale maggiore
Dopo essere stato accostato più volte a una possibile convocazione con la Nazionale italiana di calcio, con tanto di contatto con l'allora CT azzurro Roberto Mancini, il 31 agosto 2023 Beltrán viene convocato da Lionel Scaloni per l'Argentina in vista dei primi incontri validi per le qualificazioni ai Mondiali 2026. Viene inserito nella lista dei convocati anche nel successivo mese di ottobre.

## Statistiche

### Presenze e reti nei club
Statistiche aggiornate al 31 ottobre 2024.
| Stagione          | Squadra           | Campionato        | Campionato | Campionato | Coppe nazionali | Coppe nazionali | Coppe nazionali | Coppe continentali | Coppe continentali | Coppe continentali | Altre coppe | Altre coppe | Altre coppe | Totale | Totale |
| Stagione          | Squadra           | Comp              | Pres       | Reti       | Comp            | Pres            | Reti            | Comp               | Pres               | Reti               | Comp        | Pres        | Reti        | Pres   | Reti   |
| ----------------- | ----------------- | ----------------- | ---------- | ---------- | --------------- | --------------- | --------------- | ------------------ | ------------------ | ------------------ | ----------- | ----------- | ----------- | ------ | ------ |
| 2018-2019         | River Plate       | PD                | 4          | 0          |                 | -               | -               |                    | -                  | -                  |             | -           | -           | 4      | 0      |
| 2019-2020         | River Plate       | PD                | 0          | 0          | CA+CdSL         | 2+2             | 0               | CL                 | 0                  | 0                  |             | -           | -           | 4      | 0      |
| gen.-giu. 2021    | River Plate       | PD                | 0          | 0          | CdL             | 5               | 1               | CL                 | 1                  | 0                  |             | -           | -           | 6      | 1      |
| giu.-dic. 2021    | Colón (SF)        | PD                | 17         | 1          | CdL             | 0               | 0               |                    | -                  | -                  | TCP         | 1           | 0           | 18     | 1      |
| gen.-lug. 2022    | Colón (SF)        | PD                | 1          | 0          | CA+CdL          | 1+13            | 0+5             | CL                 | 6                  | 0                  |             | -           | -           | 21     | 5      |
| Totale Colon      | Totale Colon      | Totale Colon      | 18         | 1          |                 | 14              | 5               |                    | 6                  | 0                  |             | 1           | 0           | 39     | 6      |
| lug.-dic. 2022    | River Plate       | PD                | 21         | 4          | CA              | 3               | 1               | CL                 | 2                  | 0                  |             | -           | -           | 26     | 5      |
| gen.-lug. 2023    | River Plate       | PD                | 25         | 12         | CA              | 2               | 1               | CL                 | 8                  | 3                  | TCP         | 1           | 0           | 36     | 16     |
| Totale River      | Totale River      | Totale River      | 50         | 16         |                 | 14              | 3               |                    | 11                 | 3                  |             | 1           | 0           | 76     | 22     |
| 2023-2024         | Fiorentina        | A                 | 32         | 6          | CI              | 4               | 0               | UECL               | 14                 | 4                  | SI          | 1           | 0           | 51     | 10     |
| 2024-2025         | Fiorentina        | A                 | 29         | 5          | CI              | 1               | 0               | UECL               | 11                 | 1                  | -           | -           | -           | 41     | 6      |
| Totale Fiorentina | Totale Fiorentina | Totale Fiorentina | 61         | 11         |                 | 5               | 0               |                    | 25                 | 5                  |             | 1           | 0           | 92     | 16     |
| Totale carriera   | Totale carriera   | Totale carriera   | 129        | 28         |                 | 33              | 8               |                    | 42                 | 8                  |             | 3           | 0           | 207    | 44     |

### Cronologia presenze e reti in nazionale
| Cronologia completa delle presenze e delle reti in nazionale ― Argentina under 23 | Cronologia completa delle presenze e delle reti in nazionale ― Argentina under 23 | Cronologia completa delle presenze e delle reti in nazionale ― Argentina under 23 | Cronologia completa delle presenze e delle reti in nazionale ― Argentina under 23 | Cronologia completa delle presenze e delle reti in nazionale ― Argentina under 23 | Cronologia completa delle presenze e delle reti in nazionale ― Argentina under 23 | Cronologia completa delle presenze e delle reti in nazionale ― Argentina under 23 | Cronologia completa delle presenze e delle reti in nazionale ― Argentina under 23 |
| Data                                                                              | Città                                                                             | In casa                                                                           | Risultato                                                                         | Ospiti                                                                            | Competizione                                                                      | Reti                                                                              | Note                                                                              |
| --------------------------------------------------------------------------------- | --------------------------------------------------------------------------------- | --------------------------------------------------------------------------------- | --------------------------------------------------------------------------------- | --------------------------------------------------------------------------------- | --------------------------------------------------------------------------------- | --------------------------------------------------------------------------------- | --------------------------------------------------------------------------------- |
| 23-3-2024                                                                         | Mazatlán                                                                          | Messico under 23                                                                  | 2 – 4                                                                             | Argentina under 23                                                                | Amichevole                                                                        | 2                                                                                 | 75’                                                                               |
| 26-3-2024                                                                         | Puebla de Zaragoza                                                                | Messico under 23                                                                  | 3 – 0                                                                             | Argentina under 23                                                                | Amichevole                                                                        | -                                                                                 | 59’                                                                               |
| Totale                                                                            |                                                                                   | Presenze                                                                          | 2                                                                                 |                                                                                   | Reti                                                                              | 2                                                                                 |                                                                                   |

## Palmarès

### Club
- Supercopa Argentina: 1

River Plate: 2019
- Campionato argentino: 1

River Plate: 2023

#### Individuale
- Squadra della stagione della Primera División: 1

2023